# Porto di Giglio Porto
Il porto di Giglio Porto è situato nell'omonima località, sulla costa orientale dell'Isola del Giglio, nell'arcipelago Toscano. Costituisce il principale luogo di comunicazione marittima dell’isola e permette l'attracco dei traghetti che la collegano alla terraferma.

## Storia

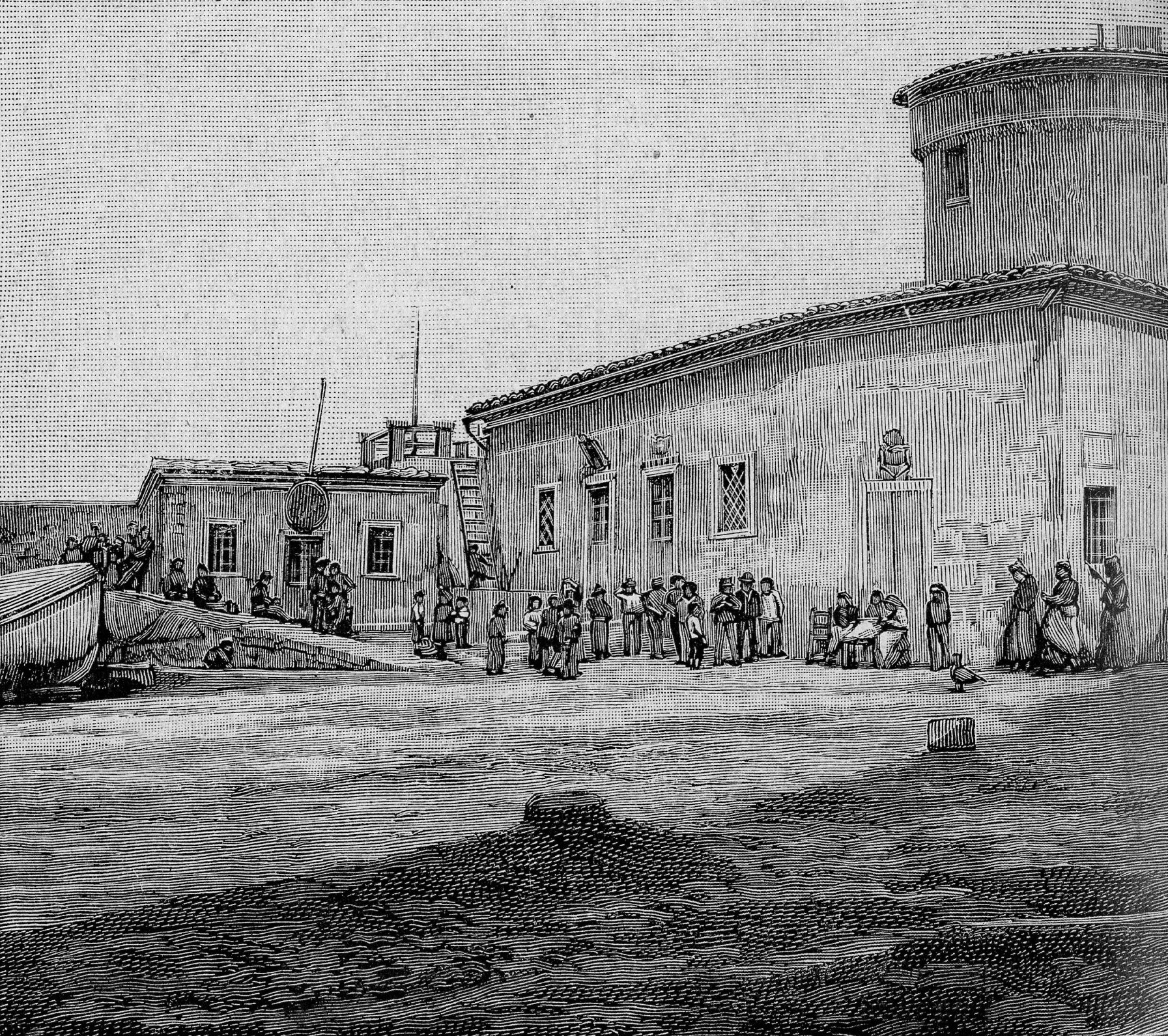
Xilografia rappresentante l'Ufficio del porto

### Origini
Nelle zone dell'attuale porto sono stati ritrovati alcuni frammenti di origine etrusca di età tardo-orientalizzante e arcaica. Ciò fa ipotizzare che già gli etruschi utilizzassero l’isola come porto strategico. In epoca romana il Giglio era sicuramente uno scalo commerciale e strategico di una certa importanza: grazie a operazioni di scavo a terra e ai dragaggi delle sabbie del porto, si hanno infatti prove di una presenza riconducibile all'età romana repubblicana e imperiale. Giulio Cesare stesso, nel De Bello Civili del 49 a.C., parla delle imbarcazioni ormeggiate all'Isola del Giglio.

### Età moderna
Fino alla fine del XVIII secolo, la struttura del porto del Giglio era rimasta invariata dall’epoca romana, ed era costituita da un solo braccio che si estendeva dal lato meridionale del golfo verso la costa toscana. Nel 1796, Il Granduca di Toscana Ferdinando III ordinò lavori di ristrutturazione e rinforzo della struttura esistente. Tali opere si susseguirono a più riprese durante tutto l'Ottocento. La struttura era di lunghezza inferiore rispetto a quella attuale, e non offriva alle imbarcazioni ormeggiate nessuna protezione per i venti settentrionali di tramontana e di grecale.

### La prima espansione del porto
A causa dell’assenza di protezione dai venti settentrionali, i cittadini gigliesi agli inizi del Novecento inoltrarono numerose richieste di intervento alla Commissione per lo studio del piano regolatore dei porti del Regno per la realizzazione di un porto che garantisse acque più calme. A seguito di uno studio del fondale marino, venne proposto un prolungamento del molo esistente, seguendo la conformazione del fondale. Nel 1913 venne quindi realizzata la prima opera di espansione del porto del Giglio, che vide la costruzione del suddetto prolungamento e la creazione di una scogliera artificiale esterna che rafforzasse la struttura. 

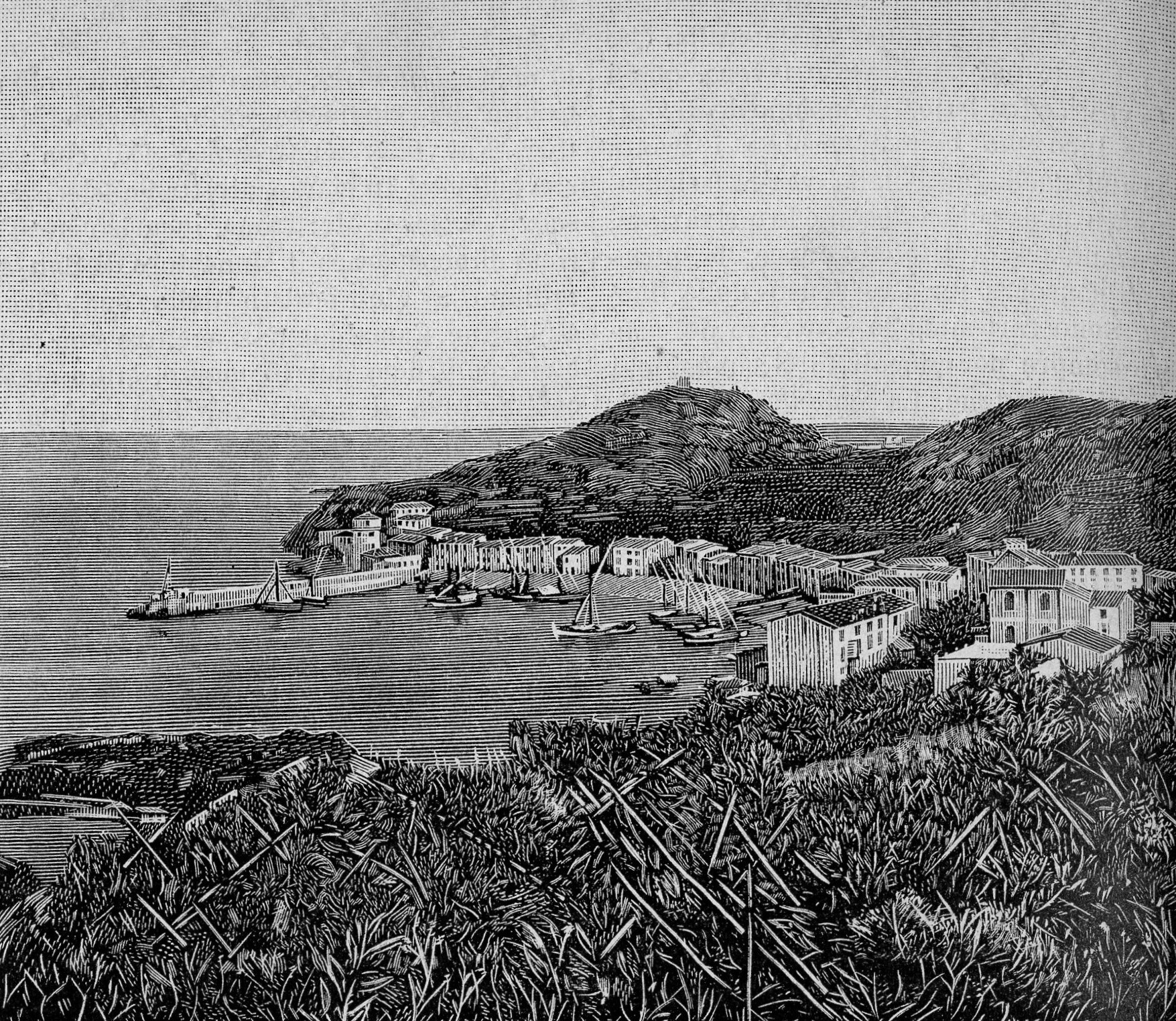
Xilografia che mostra il porto nei primi anni del Novecento

### I lavori di perfezionamento successivi
I lavori di estensione del molo del 1913 comportarono nuovi e peggiori problemi per il porto del Giglio. Negli anni immediatamente successivi, infatti, la parte occidentale della spiaggia interna al porto subì un importante fenomeno di corrosione, che costrinse i gigliesi a costruire tre diverse scogliere artificiali che si estendono dalla scaletta del molo, fino all’attuale ristorante Doria. Ciò non impedì però ad una mareggiata verificatasi nel febbraio del 1922 di danneggiare ulteriormente la zona del porto. In quell’episodio, l’acqua erose la spiaggia a tal punto da compromettere la stabilità degli edifici adiacenti. 
I lavori di messa in sicurezza delle strutture vennero predisposti dall’allora ingegnere-capo del Corpo Reale del Genio Civile di Grosseto, dottor Santonocito, e ammontarono ad un valore di 18000 lire. Nello stesso anno, per evitare il ripetersi del problema, iniziò la costruzione di un ulteriore prolungamento di 45 metri del molo di levante. Il prolungamento però non riuscì a bloccare la corrosione della spiaggia, e portò all'aumentare degli accumuli che sfociarono infine nell'interramento dell'angolo sud-est del porto. 
Tra il 1925 e il 1927 venne proposta la creazione di due pennelli. Il primo avrebbe dovuto diramarsi dalla scaletta verso il molo di levante, ma non fu mai realizzato. Il secondo fu voluto e approvato dall'Ispettorato della Maremma Toscana e costituisce oggi la prima parte del moletto. Il 14 agosto 1927 i gigliesi, cercando di bloccare la costruzione dell'opera, scrissero a Mussolini i motivi delle loro preoccupazioni, proponendo in alternativa un ulteriore allungamento di 50 m del molo di levante. Il 27 agosto il Corpo Reale del Genio Civile di Livorno, in una nota, sostenne la costruzione del pennello, e, rigettando la proposta della cittadinanza con motivazioni di carattere economico e tecnico, iniziò i lavori. Nel 1931 venne poi costruito il secondo tratto del moletto.

### Il piano regolatore degli anni cinquanta e la costruzione del pontile
Nella seconda metà degli anni cinquanta, l'ingegnere-capo G. Semiani per conto del Genio Civile per le Opere Marittime di Roma progettò il nuovo Piano Regolatore del porto del Giglio. Il geometra Carlo Palombo, incaricato dei progetti, elaborò una serie di interventi sui due moli esistenti e predispose la creazione di un pontile che rendesse possibile l'attracco dei traghetti. 
Il pontile Pino Galli, o Pontile Nuovo, venne realizzato nel 1958, con una struttura a palafitte che evitò ulteriori modifiche alle correnti interne la darsena e la conseguente erosione della spiaggia. Nel 2002 però, nell'intento di rinforzare la struttura, il pontile venne ristrutturato, abbandonando la tecnica delle palafitte e optando per un corpo pieno in cemento armato. Questa decisione portò di nuovo a problemi di risacca, risolti solo in parte del prolungamento di 35m del molo di sopraflutto. I lavori al molo, atti a garantire una maggiore protezione dai venti da nord, terminarono nel 2010. 

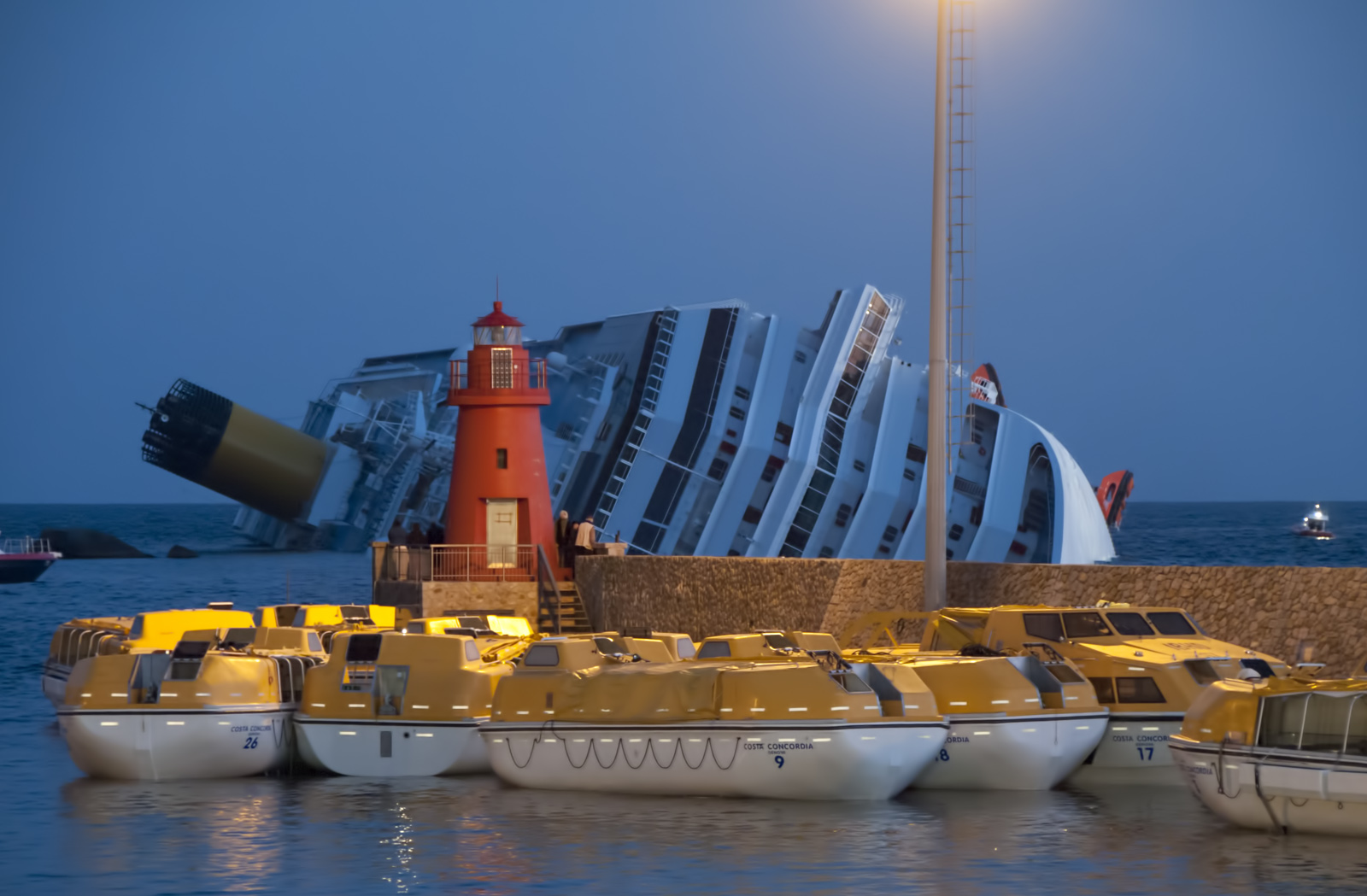
Costa Concordia vista dal porto con scialuppe di salvataggio

### Il naufragio della Costa Concordia
Il Porto del Giglio, nella notte del 13 gennaio 2012, costituì la base operativa per le operazioni di soccorso coordinate a seguito del naufragio della nave da crociera Costa Concordia, che si era incagliata negli scogli delle Scole, a nord di Giglio porto. Le imbarcazioni private dei gigliesi furono le prime ad arrivare sul luogo del disastro.
La più grande imbarcazione ad uscire dal porto per prestare soccorso fu il traghetto Aegilium, all'epoca in servizio per Toremar.
Le lance e le zattere d'emergenza calate dalla Concordia si diressero verso il porto, dove i cittadini gigliesi organizzarono per primi l'accoglienza dei naufraghi.
Il porto del Giglio ha mantenuto il suo ruolo di centro di controllo anche durante il seguente periodo di ricerca dei sopravvissuti, e negli anni successivi in cui si è progettato e messo in atto il recupero del relitto. Oltre ai volontari, gli operai e gli ingegneri che hanno preso parte a queste operazioni, nel porto erano presenti in gran numero giornalisti da tutto il mondo.

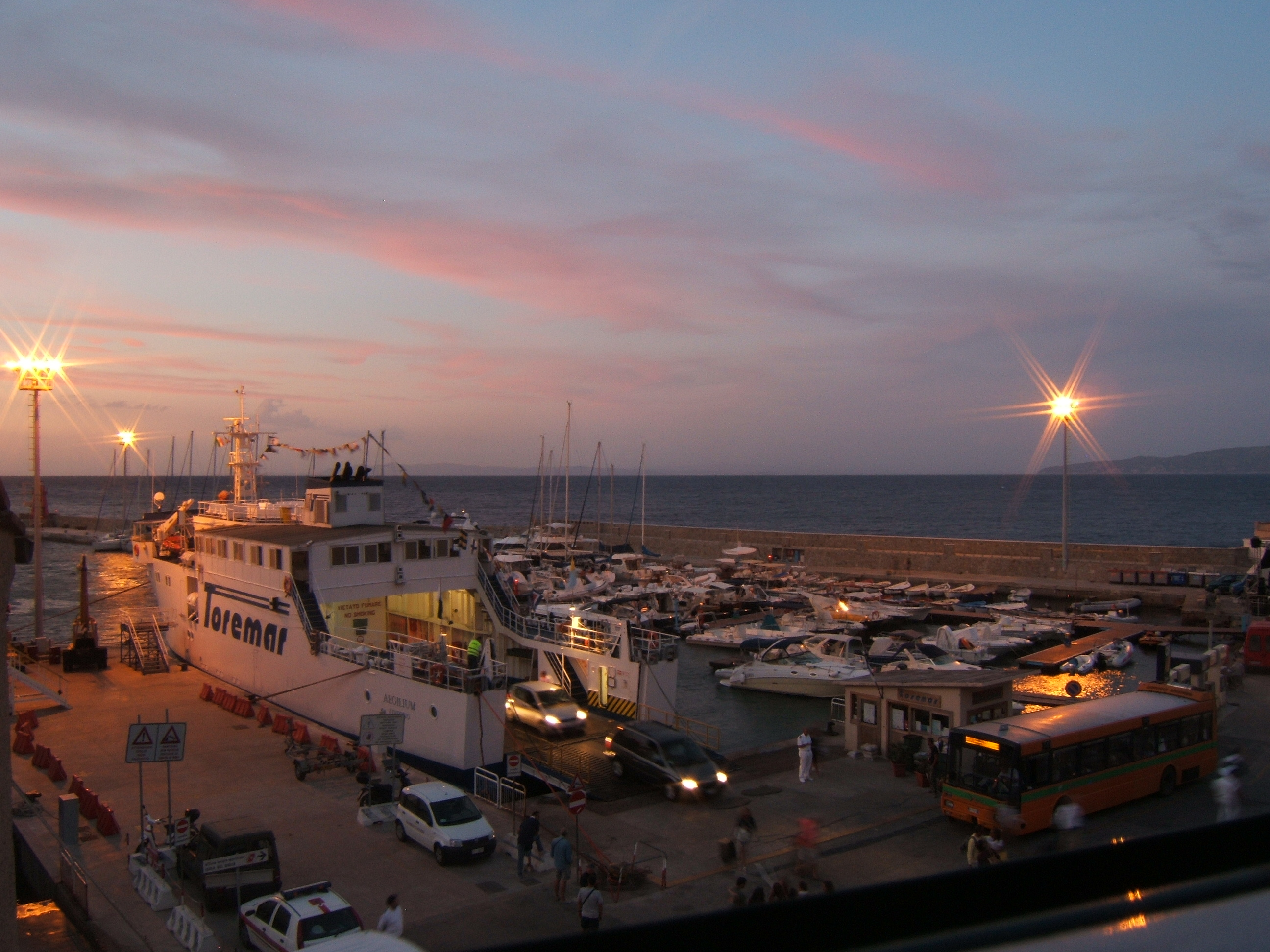
Traghetto attraccato al pontile Pino Galli

## Caratteristiche
L'attuale porto è costituito da un unico bacino portuale con uno specchio acqueo di 20.000 metri quadri. La darsena è protetta da due moli di sopraflutto e di sottoflutto.

### Il Molo Rosso
Il molo di sopraflutto, detto Molo Rosso, è costituito alla radice da una diga in scogliera artificiale, con mantellata in massi naturali e con un muro paraonde che si erge per 4,5 m sul livello del mare. L'ultimo tratto, di più recente costruzione, è costituito da una diga a parete con muro paraonde, della stessa altezza. L'angolazione tra queste due sezioni dona al molo un andamento a gomito, per una lunghezza totale di 170 m. Al termine del molo si trova il fanale rosso, che emette una luce anch'essa rossa con una portata luminosa di 7 miglia. 

### Il Molo Verde
Il molo di sottoflutto, o Molo Verde, ha una lunghezza di 90 m ed è realizzato come diga in scogliera con muro paraonde con un'altezza massima di 3,5 m sul livello del mare. All'estremità del molo si trova un altro fanale da 7 miglia che emette luce verde.

### La darsena
Nel bacino interno si trova un pontile di attracco in muratura lungo 40 m, che rappresenta l'unico punto d'attracco per i traghetti. Le imbarcazioni più piccole hanno a disposizione gli ormeggi ai lati di tre pontili galleggianti, che raggiungono in totale una lunghezza di 130 m. Sono dotate di ormeggi anche le banchine in muratura retrostanti i moli e alcune porzioni di quelle adiacenti il perimetro abitato. A eccezione delle aree per il transito dei traghetti, il fondale del porto è di circa 1,5 m in prossimità degli attracchi. All'imboccatura invece raggiunge i 7-8 m. 
Gli ormeggi sono gestiti interamente dal Comune dell'Isola del Giglio. All'esterno del porto sono presenti rade all'interno del Golfo del Campese e nella Cala delle Cannelle.

## Destinazioni

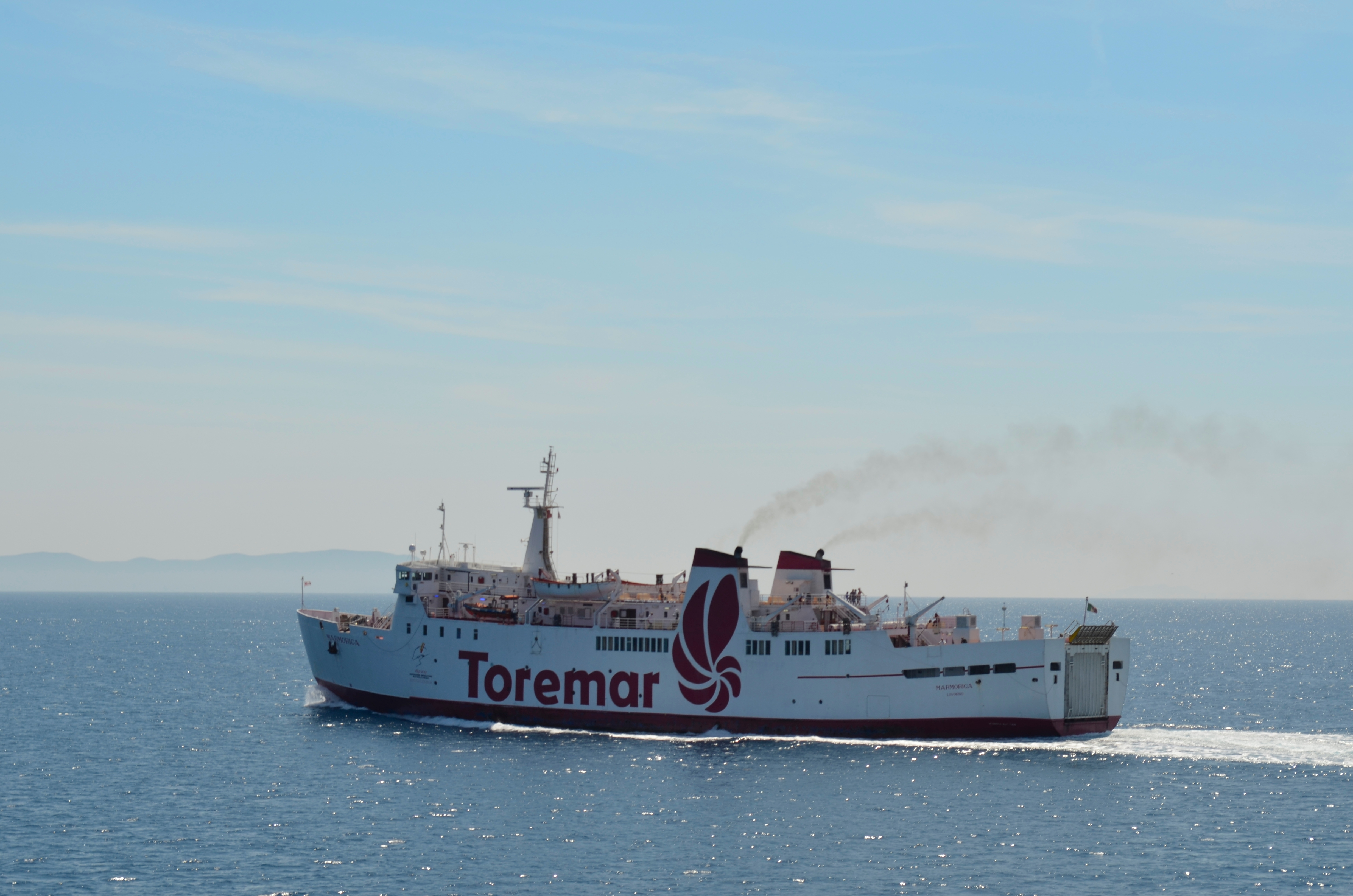
Un traghetto Toremar

L'Isola del Giglio è collegata via mare esclusivamente al porto di Porto Santo Stefano, capoluogo del comune di Monte Argentario nella Provincia di Grosseto. La distanza tra i due porti è di circa 12 miglia nautiche, che sono pari a 22,2 km; la tratta viene coperta in circa un'ora di navigazione. I traghetti che servono il porto del Giglio sono forniti dalle compagnie di navigazione Toremar e Maregiglio. Durante la bassa stagione dal porto transitano dai tre ai quattro traghetti al giorno, mentre nell'alta stagione si raggiungono i sette collegamenti giornalieri. La rotta seguita dai traghetti di entrambe le compagnie comprende anche la fermata al porto dell'Isola di Giannutri, a sud-est del Giglio.

## Cultura

### Palio Marinaro di San Lorenzo
Il porto di Giglio Porto ospita il folcloristico Palio Marinaro, che da più di 50 edizioni vede sfidarsi tre rioni della frazione di Giglio Porto in una regata. Le imbarcazioni rappresentanti Saraceno, Chiesa e Moletto sono gozzi con 4 rematori e un capo-voga. Il percorso della regata è interamente racchiuso nelle acque del porto. A seguito della regata sfila la processione in mare in onore della Madonna Stella Maris. L'evento si svolge ogni anno il 10 agosto, nel giorno di San Lorenzo.

### Statua della Madonna Stella Maris
Il 12 maggio 2013 è stata installata sul molo una statua raffigurante la Madonna Stella Maris, protettrice della gente di mare, realizzata dallo scultore pietrasantino Umberto Togni e donata alla sezione dei Marinai d'Italia dell'isola, che ha deciso di condividerla con la cittadinanza.

### Cinema
Il porto del Giglio è stato spesso scelto come ambientazione cinematografica. Appare infatti nei film:
- La colpa di una madre (1952) di Carlo Duse
- Il sommergibile più pazzo del mondo (1982) di Mariano Laurenti
- La grande bellezza (2013) di Paolo Sorrentino[15]